# 부토 (전위무용)

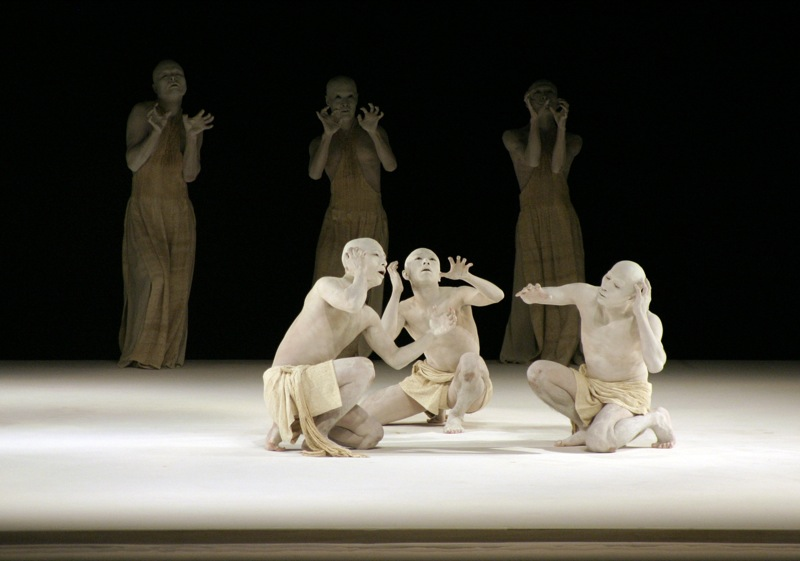

부토는 일본 무용가 '히지카타 다쓰미'(土方巽)를 중심으로 형성된 전위 무용 형식의 전위 예술이다. 원래 이름은 안코꾸 부토'(暗黒舞踏 あんこくぶとう)지만 흔히 '부토'로 줄여 부르고 그렇게 널리 알려져 있다.

## 같이 보기
- 춤
- 아방가르드(전위예술)